# Laccophilus venustus
Laccophilus venustus är en skalbaggsart som beskrevs av Louis Alexandre Auguste Chevrolat 1863. Laccophilus venustus ingår i släktet Laccophilus och familjen dykare. Inga underarter finns listade i Catalogue of Life.